# Franse hof

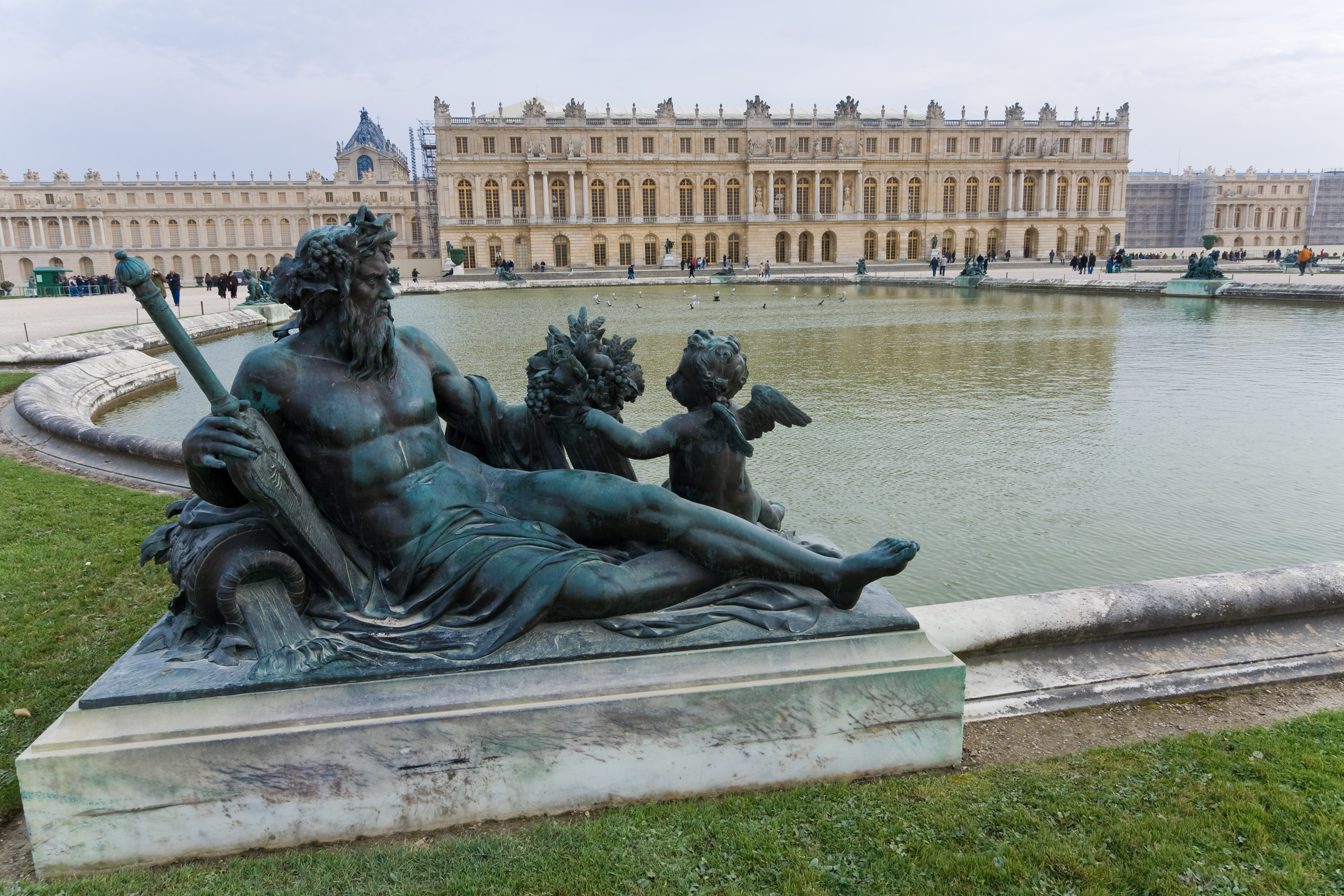
Het paleis van Versailles, waar het Franse hof sinds 1682 gevestigd was.

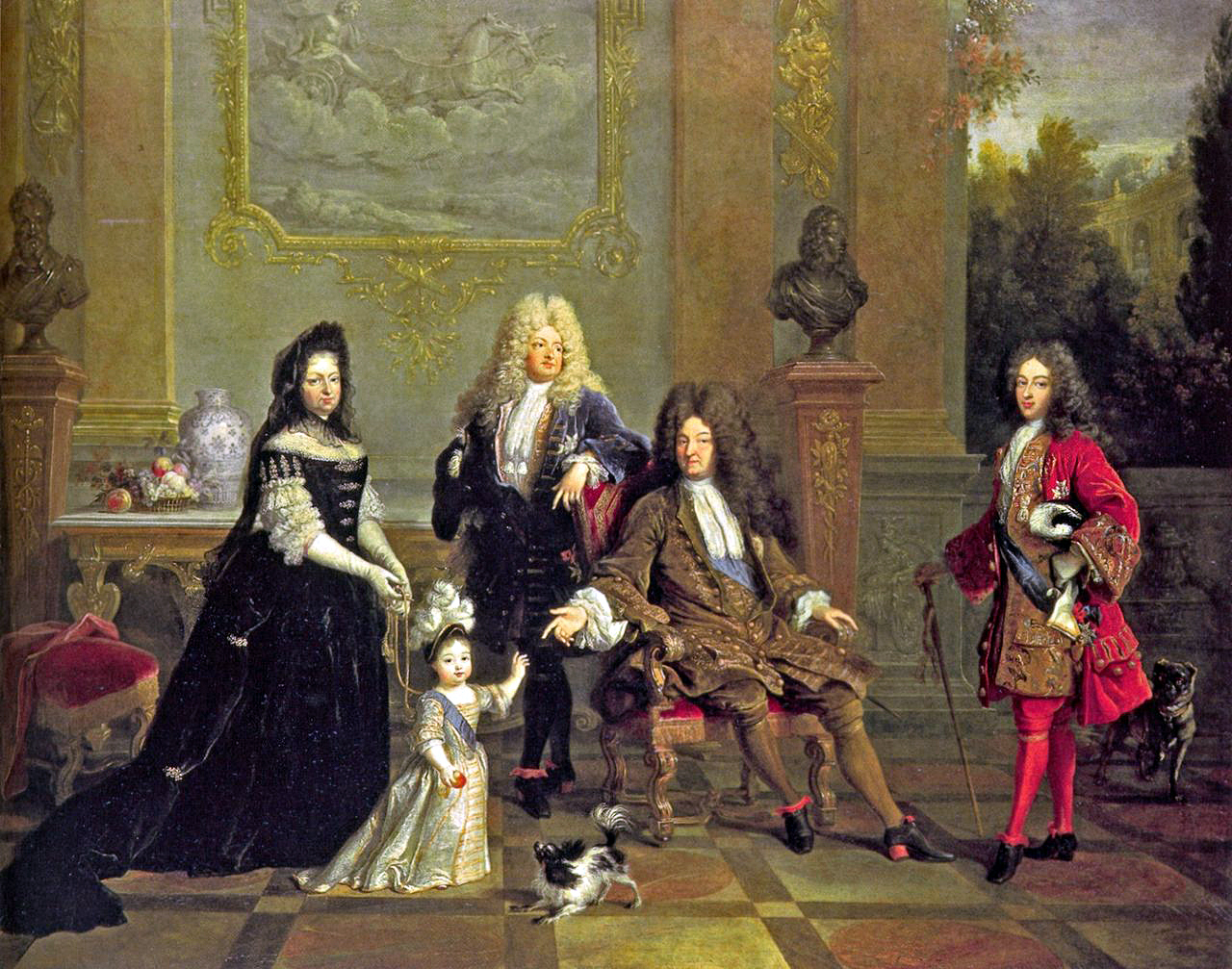
Koning Lodewijk XIV en zijn familie, rond 1710.

Het Franse hof of Huis van de Koning (Maison du Roi) was de hofhouding die de militaire, huishoudelijke en religieuze entourage van de koning van Frankrijk en van zijn familie omvatte. Dit hof groeide in de loop der tijd uit van enige tientallen tot een paar duizend mensen. Dit enorme en luisterrijke Franse hof was tijdens het ancien régime toonaangevend in Europa. Het hof werd in 1792 tegelijk met de monarchie afgeschaft, maar herleefde tijdens de restauratie van de Bourbons in de jaren 1814-1830.

## De afdelingen van het hof
Het Franse hof bestond uit twee hoofdonderdelen, die waren onderverdeeld in meer dan 20 afdelingen onder leiding van een leiding van een meester (maître):
- het Civiele Huis, dat weer was onderverdeeld in:
  - het Religieuze Huis, onder leiding van de grootaalmoezenier en bestaande uit de geestelijken van de Chapelle royale.
  - het Civiele Huis in engere zin, onder leiding van de grootmeester en bestaande uit de leken die verantwoordelijk waren voor de huishouding van de koning.
- het Militaire Huis, bestaande uit de militairen die waakten over de veiligheid van de koning.

## Het Civiele Huis

### Het Religieuze Huis
De Chapelle royale was de hofkapel die verantwoordelijk was voor alle kerkelijke aangelegenheden. De Chapelle Royale stond onder leiding van de grootaalmoezenier en had twee autonome afdelingen, :
- de Chapelle-Oratoire, die belast was met de religieuze ceremonieën en met het gregoriaans, uitgevoerd door geestelijken, onder leiding van de Maître de l'Oratoire.
- de Chapelle-Musique stond onder leiding van een prelaat, de Maître de Chapelle. De muzikale verantwoordelijkjheid lag bij de sous-maître.

### Het Civiele Huis
Het Civiele Huis van de Koning omvatte de eigenlijke huishouding en voort alle functies die nodig waren voor de presentatie van de koning als soeverein vorst. Het Civiele Huis bestond uit de volgende afdelingen:
- la Bouche: eten en wijn (onder leiding van de Grand-Maître)
- la Chambre: de slaapkamer van de koning (onder leiding van de Grand-Chambellan)
- la Robe: de garderobe van de koning (onder leiding van de Grand-maître de la garde-robe)
- la Faculté: gezondheidszorg
- le Cabinet: lezen, schrijven en bibliotheek
- la Musique: muzikaal vermaak
- Garde-Meuble
- Menus Plaisirs
- Cérémonies
- Logements de cour et suite: logies onderweg
- Écurie: de stallen (onder leiding van de Grand-Écuyer)
- Vénerie: de jacht (onder leiding van de Grand-Veneur)
- Bâtiments: de koninklijke gebouwen

De Chambre had betrekking op de kern van het hof: de directe omgeving van de koning en van zijn functie. De Chambre stond onder leiding van de opperkamerheer (Grand Chambellan) en had twee afdelingen:
De Musique de la Chambre werd geleid door de hoofdintendent van de Muziek (Surintendant de la musique), die verantwoordelijk was voor de muzikale inhoud. De eerste surintendant was Pierre Guédron en de eerste surintendants van Lodewijk XIV waren Jean-Baptiste de Boesset en Jean-Baptiste Lully. De functie werd voor een half jaar bekleed. Een sous-maître, hiërarchisch geplaatst onder de surintendant, hield zich bezig met de koorknapen, de repetities en de zang.
De Menus-Plaisirs werd geleid door de intendent van de Programma's (Intendant des menus). Algemene taak van de Menus-plaisirs was het de koning mogelijk te maken om als soeverein te verschijnen. De Menus-Plaisirs was verdeeld in vier onderafdelingen:
- De Menus omvatte eigenlijk de kleine benodigdheden en toebehoren van de directe dienaren van de koning, de kamerdienaren (valets de chambre), de barbiers en de décoreurs, de lakeien, de transportmiddelen, de tenten voor het slagveld, de sieraden en portretten die de koning als geschenk aanbood enz.
- De Affaires de la Chambre (wat enigszins populair te vertalen is als: de spullen van de Chambre) betroffen de toiletbenodigdheden (het toiletmaken van de koning was een min of meer openbare ceremonie), het badlinnengoed, de parfums en de jachtkleding.
- De Argenterie had als verantwoordelijkheid de religieuze ceremoniën en de plechtige feesten, wijdingen, dopen, huwelijken en begrafenissen, het Te Deum, de feesten van de Heilige Lodewijk, processies en carneval.
- De Plaisirs betrof de voorstellingen en feesten van het hof. Deze tak verzorgde de feesten in het Kasteel van Versailles en in de tuinen: muziek, dans, balletten, gekostumeerde bals, voorstellingen op de vijvers, soupers en feestmalen, openluchtvoorstellingen, feesten met vuurwerk en feestverlichting.

De Écurie, letterlijk de 'stal', was in de eerste plaats gericht op alles wat de paarden betreft, maar daarnaast op alles wat in verband moest worden gebracht met ruiterij. De Écurie stond onder leiding van de opperstalmeester (Grand Écuyer), bijgenaamd Monsieur le Grand, en kende twee afdelingen:
- de Grande Écurie
- de Petite Écurie

## Het Militaire Huis
De militaire Maison du Roi was een van de weinige legeronderdelen welke doorlopend heeft bestaan tijdens het ancien régime. Een belangrijk onderdeel hiervan was de Garde du Corps.

## De grootofficieren
De belangrijkste ambten van de koninklijke hofhouding worden ook wel aangeduid als de grootofficieren van het Huis van de Koning van Frankrijk. Deze moeten niet verward worden met de grootofficieren van de Kroon van Frankrijk, waarmee een gedeelte overlap bestaat. Hoewel de lijst van grootofficieren varieert, worden de volgende ongeveer 30 ambten algemeen gezien als de grootofficieren van het Huis van de Koning:
Het Civiele Huis:
- Grootmeester van Frankrijk (Grand Maître de France) - hoofd van de hofhouding
  - Premier Maître d'hôtel - hoofd van de koninklijke tafel en de bouches du roi
    - Grand panetier de France - hoofd van het brood
    - Grand Échanson de France - hoofd van de wijn
    - Premier Écuyer tranchant - vleessnijder van de koning

  - Grootkamenier van Frankrijk (Grand Chambrier de France), sinds 1545 grootkamerheer van Frankrijk (Grand Chambellan de France) - hoofd van de vertrekken van de koning
    - vier eerste kamerheren van de koning
    - vier eerste kamerdienaren van de Koninklijke Kamer

  - Grand Maître de la garde-robe - toezicht over de koninklijke garderobe
  - Opperstalmeester van Frankrijk (Grand Écuyer de France) - hoofd van de koninklijke stallen
    - Premier Écuyer de France - assistent van de opperstalmeester

  - Jachtmeester (Grand Veneur) - leider van de koninklijke jacht
  - Grootvalkenier (Grand Fauconnier) - leider van de koninklijke jacht met jachtvogels
  - Grootwolvenvanger (Grand Louvetier ) - leider van de koninklijke wolvenjacht
  - Opperceremoniemeester (Grand Maître des Cérémonies) - hoofd van de ceremonies en het protocol van het hof
  - Hofmaarschalk (Maréchal des Logis) - verantwoordelijk voor de logies van de koning en zijn hofhouding op reis
  - Groot provoost van Frankrijk - hoofd van de politie van het hof, met gezag over de militairen van het hof
  - Grootaalmoezenier van Frankrijk (Grand Aumônier de France) - hoofd van de Chapelle royale en van het Religieuze Huis van de Koning (Maison Ecclésiastique du Roi de France)
    - Premier Aumônier de France - assistent van de Grootaalmoezenier

Het Militaire Huis:
- Kapitein van de lijfwacht (Garde du Corps)
- Kapitein-kolonel van de Zwitserse Garde (Cent-Suisses)
- Kolonel-generaal van de Suisses et Grisons
- Kapitein-kolonel van de koninklijke deurgarde
- Kapitein-luitenant van de gendarmes van de garde
- Kapitein-luitenant van de lichte gardecavalerie (chevau-légers)
- Kolonel-generaal van de gardemusketiers
  - Kapitein-luitenant van de eerste compagnie van de gardemusketiers
- Kapitein-luitenant van de gardegrenadiers te paard

## Residenties
Het Franse hof was sinds de 14e eeuw gevestigd in het kasteel, later paleis van het Louvre in Parijs, totdat koning Lodewijk XIV zijn hof in 1682 verplaatste naar het nieuwe paleis van Versailles. Daar bleef het gevestigd tot het einde van de monarchie in 1792.

## Media
Choeur des divinités de la terre et des eaux - Midi fileⓘ uit Psyché van Jean-Baptiste Lully (1678)